# Puchar Narodów Afryki 2021 (kwalifikacje)/Grupa L
Grupa L jest jedną z dwunastu grup eliminacji do turnieju o Puchar Narodów Afryki 2021. Składa się z czterech niżej wymienionych reprezentacji:
- Nigeria
- Benin
- Sierra Leone
- Lesotho

Każda drużyna rozegra z każdym z pozostałych rywali dwa mecze, jeden na własnym stadionie, drugi na stadionie rywala. Mecze rozgrywane będą od listopada 2019 roku do września 2020. Dwa najlepsze zespoły w grupie uzyskają awans do turnieju finałowego.
Z powodu pandemii COVID-19 wszystkie mecze kolejek numer 3 i 4 (zaplanowane na marzec 2020) zostały odwołane, bez podania nowej daty ich rozegrania.
30 czerwca 2020 roku CAF ogłosił przesunięcie rozegrania turnieju głównego ze stycznia 2021 na styczeń 2022. 19 sierpnia 2020 roku zapadła decyzja o nowych terminach meczów eliminacyjnych: kolejki numer 3 i 4 mają zostać rozegrane w dniach 9-17 listopada 2020, a kolejki 5 i 6 22-30 marca 2021. 

## Tabela
| Msc. | Zespół       | M | W | R | P | Br+ | Br- | +/- | Pkt |
| ---- | ------------ | - | - | - | - | --- | --- | --- | --- |
| 1    | Nigeria      | 6 | 4 | 2 | 0 | 14  | 7   | +7  | 14  |
| 2    | Sierra Leone | 6 | 1 | 4 | 1 | 6   | 6   | 0   | 7   |
| 3    | Benin        | 6 | 1 | 2 | 3 | 3   | 4   | -1  | 7   |
| 4    | Lesotho      | 6 | 0 | 3 | 3 | 3   | 9   | -6  | 3   |

|              | Nigeria | Sierra Leone | Benin | Lesotho |
| ------------ | ------- | ------------ | ----- | ------- |
| Nigeria      | X       | 4:4          | 2:1   | 3:0     |
| Sierra Leone | 0:0     | X            | 1:0   | 1:1     |
| Benin        | 0:1     | 1:0          | X     | 1:0     |
| Lesotho      | 2:4     | 0:0          | 0:0   | X       |

## Wyniki

### Kolejka 1
| 13 listopada 2019 17:00 CET | Sierra Leone · Quee 72' | 1:1(0:0)Raport | Lesotho · Thabantso 90' | Stadion Narodowy, Freetown Sędzia: Jean Ouattara |
|                             |                         |                |                         |                                                  |

| 13 listopada 2019 17:00 CET | Nigeria · Osimhen 45+1' (k.) · Kalu 62' | 2:1(1:1)Raport | Benin · Sessègnon 3' | Godswill Akpabio International Stadium, Uyo Sędzia: Issa Sy |
|                             |                                         |                |                      |                                                             |

### Kolejka 2
| 17 listopada 2019 14:00 CET | Benin · Dossou 28' | 1:0(1:0)Raport | Sierra Leone | Stade Charles de Gaulle, Porto-Novo Sędzia: Jean-Marc Ganamandji |
|                             |                    |                |              |                                                                  |

| 19 listopada 2019 17:00 CET | Lesotho · Nkoto 11' · Awaziem 90' (sam.) | 2:4(1:2)Raport | Nigeria · Iwobi 26' · Chukwueze 38' · Osimhen 75', 85' | Setsoto Stadium, Maseru Sędzia: Joshua Bondo |
|                             |                                          |                |                                                        |                                              |

### Kolejka 3
| 13 listopada 2020 17:00 CET | Nigeria · Iwobi 4', 27' · Osimhen 21' · Chukwueze 29' | 4:4(4:1)Raport | Sierra Leone · Quee 41' · Kamara 72', 86' · Bundu 80' | Samuel Ogbemudia Stadium, Benin Sędzia: Gilbert Cheruiyot |
|                             |                                                       |                |                                                       |                                                           |

| 14 listopada 2020 17:00 CET | Benin · Dossou 24' | 1:0(1:0)Raport | Lesotho | Stade Charles de Gaulle, Porto-Novo Sędzia: Janny Sikazwe |
|                             |                    |                |         |                                                           |

### Kolejka 4
| 17 listopada 2020 14:00 CET | Lesotho | 0:0(0:0)Raport | Benin | Setsoto Stadium, Maseru Sędzia: Mehdi Abid Charef |
|                             |         |                |       |                                                   |

| 17 listopada 2020 17:00 CET | Sierra Leone | 0:0(0:0)Raport | Nigeria | Stadion Narodowy, Freetown Sędzia: Chelangat Ali Sabilla |
|                             |              |                |         |                                                          |

### Kolejka 5
| 27 marca 2021 14:00 CET | Lesotho | 0:0(0:0)Raport | Sierra Leone | Setsoto Stadium, Maseru Sędzia: Andofetra Rakotojaona |
|                         |         |                |              |                                                       |

| 27 marca 2021 17:00 CET | Benin | 0:1(0:0)Raport | Nigeria · Onuachu 90+3' | Stade Charles de Gaulle, Porto-Novo Sędzia: Redouane Jiyed |
|                         |       |                |                         |                                                            |

### Kolejka 6
| 30 marca 2021 18:00 CET | Nigeria · Osimhen 23' · Etebo 50' · Onuachu 83' | 3:0(1:0)Raport | Lesotho | Teslim Balogun Stadium, Lagos Sędzia: Fabricio Duarte |
|                         |                                                 |                |         |                                                       |

| 15 czerwca 2021 18:00 CET | Sierra Leone · K. Kamara 19' (k.) | 1:0(1:0)Raport | Benin | Stade du 28 Septembre, Konakry Sędzia: Haythem Guirat |
|                           |                                   |                |       |                                                       |

## Strzelcy
5 gole
- Victor Osimhen

3 gole
- Alex Iwobi

2 gole
- Jodel Dossou
- Samuel Chukwueze
- Paul Onuachu
- Alhaji Kamara
- Kwame Quee

1 gol
- Stéphane Sessègnon
- Masoabi Nkoto
- Jane Thabantso
- Oghenekaro Etebo
- Samuel Kalu
- Kei Kamara
- Mustapha Bundu

Gol samobójczy
- Chidozie Awaziem (dla Lesotho)